# Fax (Studentenverbindung)

Philipp Franzmathes, Heidelberger SC-Diener, mit Stürmer in den Farben der fünf Heidelberger Corps und deren Mensurschlägern (1896)

Der Fax (auch Couleurdiener oder Corpsdiener) ist bei Studentenverbindungen seit den 1880er Jahren ein Angestellter der Verbindung, der den Studenten in der Hauswirtschaft, in der Bierversorgung, beim Pauken und bei Mensuren hilft. Die Bezeichnung Fax geht vermutlich auf Faktotum zurück.

## Aufgaben

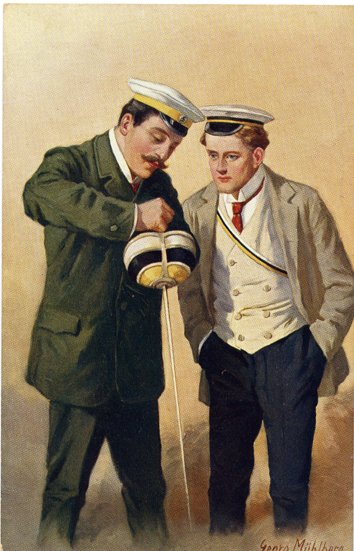
Georg Mühlberg: Couleurdiener beim Speereinziehen

Seit den 1860er Jahren wurden Faxe von Verbindungen beschäftigt, zunächst in der Regel noch nicht hauptberuflich. In der Zeit vor der Errichtung der Korporationshäuser lagen die Hauptaufgaben des Faxen in der Herbeischaffung von Getränken und in der Pflege des Paukzeugs und der studentischen Fechtwaffen.
Als die Verbindungen sich gegen Ende des 19. Jahrhunderts ihre Häuser bauten, erweiterte sich der Aufgabenkreis um hausmeisterliche und hauswirtschaftliche Tätigkeiten, bei denen dann meistens weibliche Angestellte halfen. Oft lebte der Fax mit seiner Familie im Korporationshaus.
Eine besonders wichtige und verantwortungsvolle Aufgabe der Faxen war das Anlegen der Schutzausrüstung für die Mensur. Beim studentischen Fechten stellt sie sicher, dass keine tödlichen Unfälle passieren. Das fachgerechte Anlegen setzt Erfahrung und Geschick voraus. Die Studenten vertrauten damals blind ihrem Faxen, der oftmals aus dem handwerklichen Bereich kam und manchmal Jahrzehnte für die Verbindung tätig war. Aus Würzburg ist bekannt, dass ein Fax 39 Jahre einer Verbindung diente. Theodor Angstmann war 54 Jahre beim Corps Saxo-Borussia Heidelberg.

## Auftreten

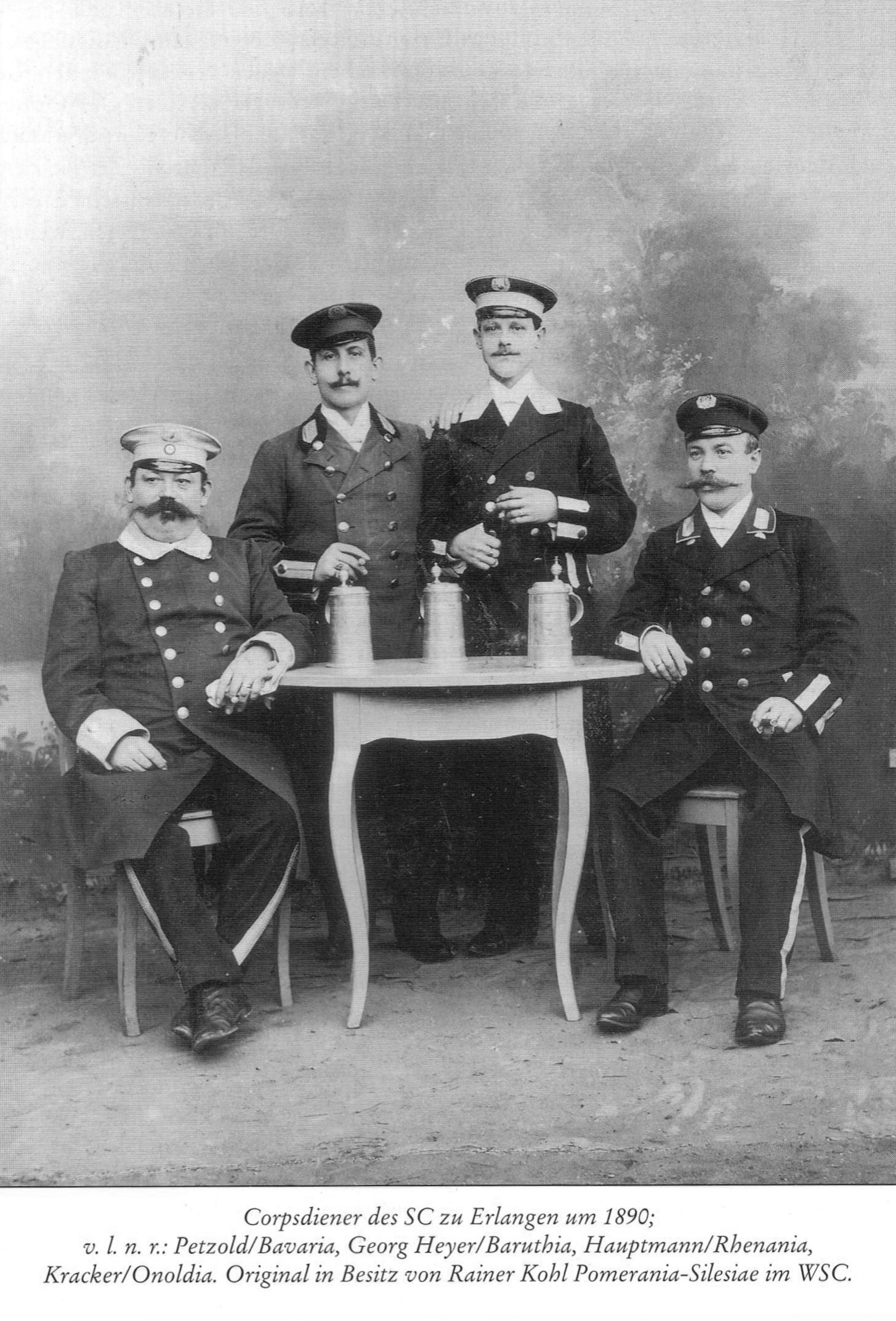
Erlanger Corpsdiener (1890)

Faxe trugen zumindest bis in die 1930er Jahre auch eine Couleurmütze. Diese sah ungefähr so aus wie die Burschenmütze der jeweiligen Verbindung, war aber deutlich größer (wie die eines damaligen Dienstmannes am Bahnhof) und hatte vorn über dem Schirm in Metall einen Zirkel der Verbindung in Gold oder Silber (je nach Perkussionsfarbe). Dazu kam oft noch eine Livree, die in ihrer Gestaltung an die Kneipjacken der betreuten Studenten angelehnt war, aber einen längeren Zuschnitt hatte.
Teilweise entwickelten Faxe auch ein gewisses Standesbewusstsein. So gibt es Couleurfotos aus der Weimarer Republik und dem Kaiserreich, auf dem die Faxe aller am Ort ansässigen Corps gemeinsam in Mütze und Livree vor der Kamera posieren. Spätestens nach dem Ersten Weltkrieg gründeten die Couleurdiener erste örtliche Vereinigungen an ihren jeweiligen Hochschulorten. 1919 schlossen sich die örtlichen Couleurdienervereine in Leipzig und Köthen zum "Mitteldeutschen Verband der Couleurdiener" zusammen. Nach dem Beitritt der Vereine in Halle und Berlin wurde daraus der Bund der Couleurdiener Deutschlands e. V. mit Sitz in Halle (Saale). 1929 umfasste der Bund 29 Ortsgruppen und gab mit der Zeitschrift Der Couleurdiener von 1924 bis 1935 ein eigenes Publikationsorgan heraus. Nach dem Vorbild ihrer Verbindungen wurde in den 1920er Jahren in Leipzig von der Ortsgruppe auch Verbandsstiftungsfeste gefeiert. Vor dem Zweiten Weltkrieg bot die Allianz eine eigene Couleurdiener-Versicherung an, die für die Altersversorgung der Faxen gedacht war. Die Verbände der Corps, Burschenschaften, Landsmannschaften und Turnerschaften organisierten eine eigene Couleurdiener-Unterstützungskasse.

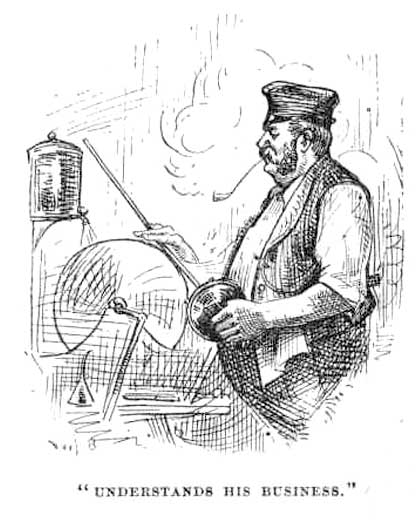
Heidelberger Corpsdiener beim Schärfen einer Mensurwaffe (Mark Twain)
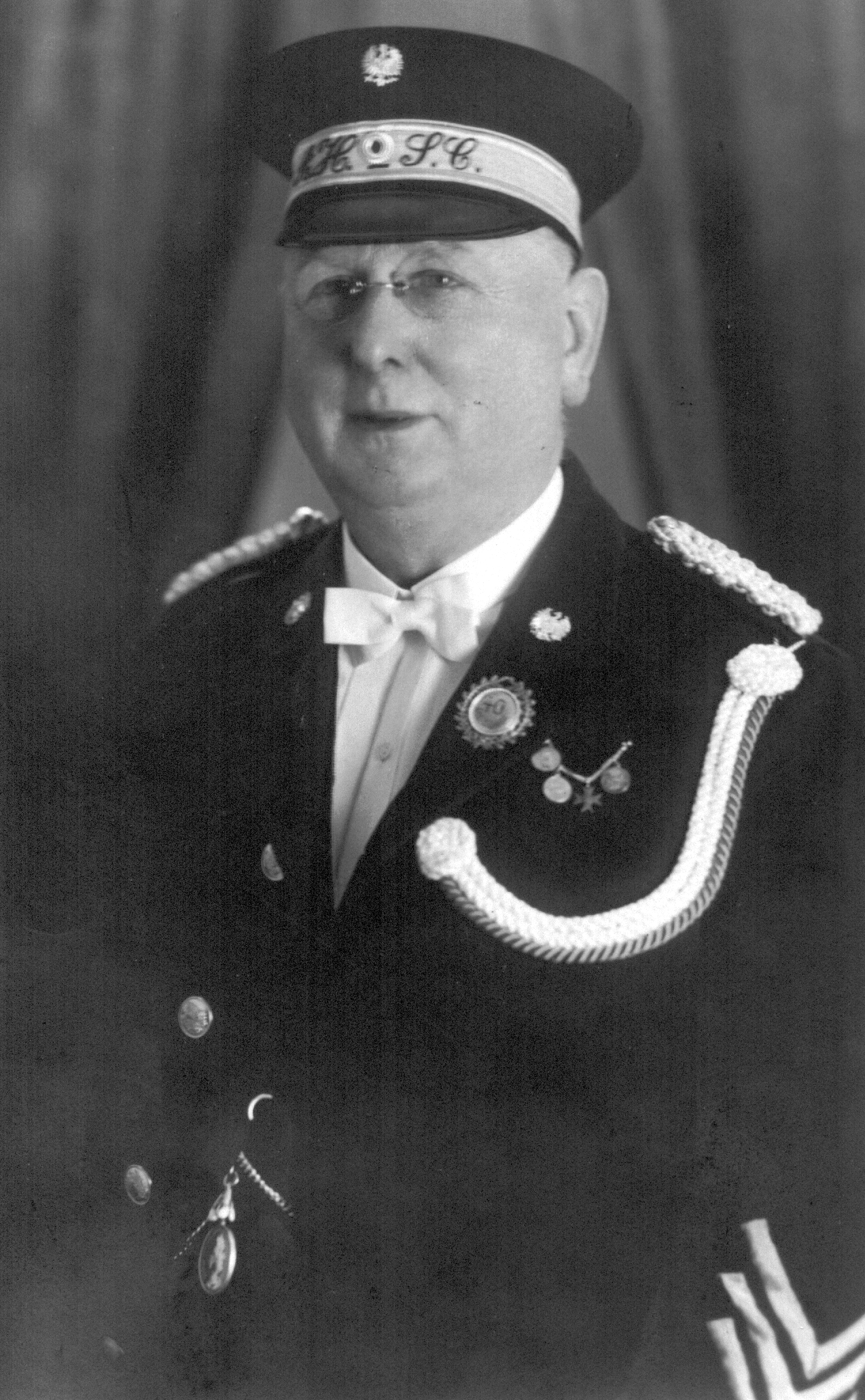
Carl Repp, der AHSC-Diener in Frankfurt am Main (1931)
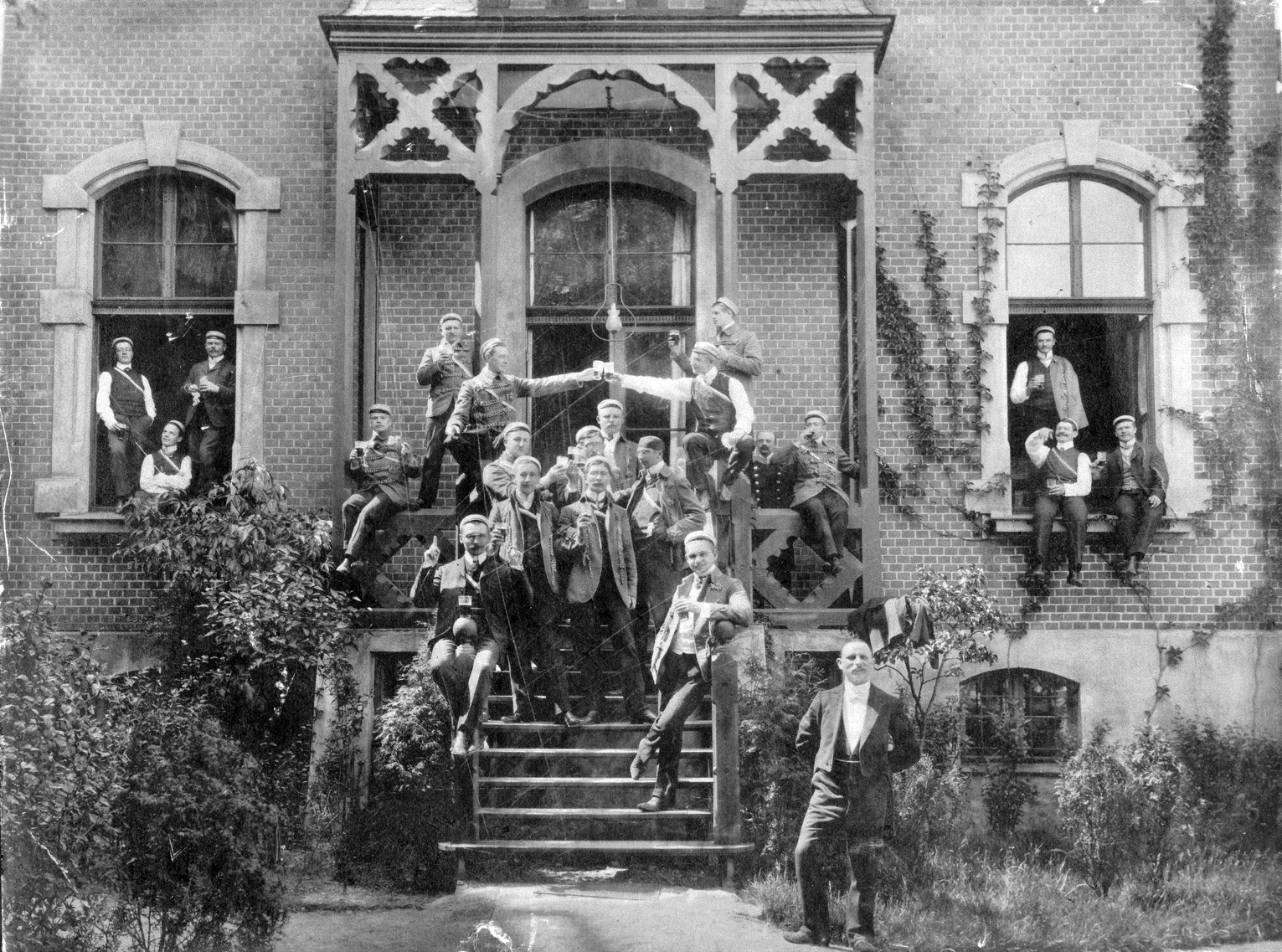
Pohnke, Masovia (1928)
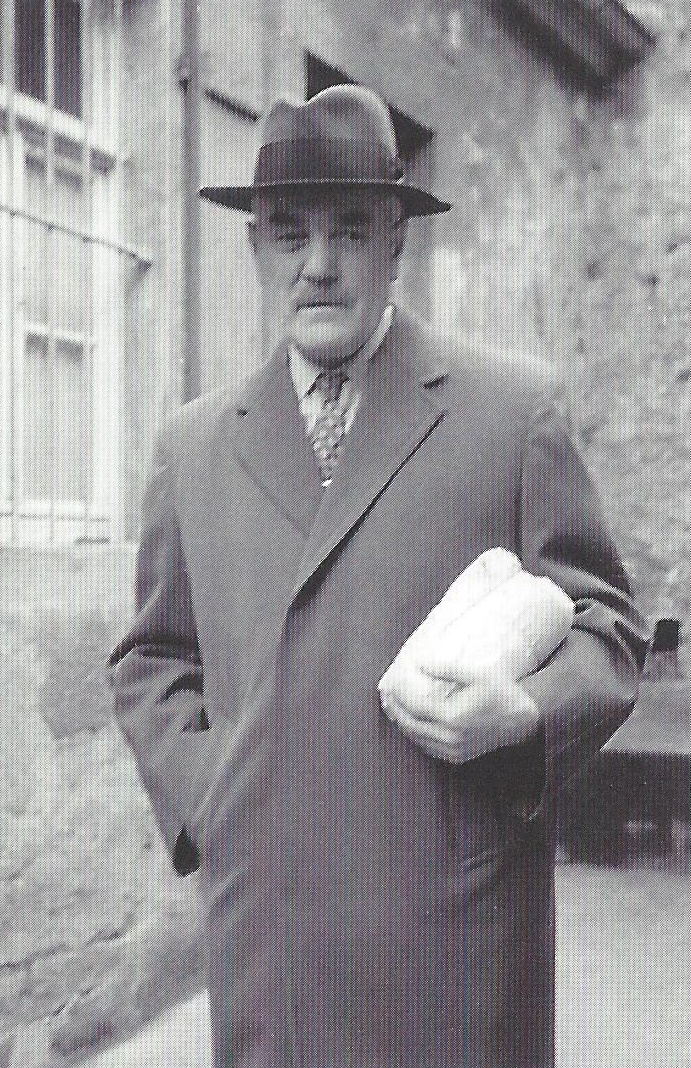
Theodor Angstmann, 1907–1961 bei Saxo-Borussia

## Heutiges Personal
Heute werden die erwähnten Aufgaben in den Bereichen Gastronomie und Hauswirtschaft meist von einer Frau oder einem Ehepaar wahrgenommen, die oft in einer Einliegerwohnung des Korporationshauses wohnen. Allerdings können sich nur noch finanzstarke Verbindungen einen Faxen oder eine Haushälterin leisten. Viele Verbindungen sind hingegen zu klein für einen Faxen. Die Getränkeversorgung wird dann in der Regel von einem Bierwart, die Verwaltung des Hauses von einem Hauswart wahrgenommen. Beide können aus der Aktivitas oder der Altherrenschaft kommen. Die Kompetenzen sind je nach Bund unterschiedlich verteilt.